# Boříkovy lapálie (kniha)
Boříkovy lapálie je kniha pro děti od Vojtěcha Steklače. Jde o první ze série knih, které vyprávějí o partě kluků z pražských Holešovic. Poprvé vyšla v roce 1970 (další vydání 2001, 2004). Původně byla ilustrována Vladimírem Renčínem, pozdější vydání ilustroval Adolf Born.
Jedná se o několik povídek, v nichž se seznamujeme s holešovickou partou – Boříkem (vypravěčem příběhů), jeho kamarády Mirkem, Čendou a Alešem a jejich úhlavním nepřítelem, třídním šprtem Bohouškem.
Kluci jsou v těchto příbězích ještě dost malí a řeší spíše dětské problémy – učí se psát správně i/y, Bořík rodičům předstírá, že je slepice, anebo opravují Alešův poškozený budík. Dalšími důležitými postavami jsou Boříkovi rodiče, třídní učitelka Miroslava Drábková nebo Boříkův strýc, podivínský vynálezce Chrobák.
Kniha později vyšla prakticky ve stejné podobě pod názvem Bořík & spol. (1980) a také jako součást souborů Bořík, Bohoušek & spol. (1989) a Velké Boříkovy lapálie (2005).

## Boříkovy lapálie II
Boříkovy lapálie II (1973, další vydání 2001, 2009) představují na rozdíl od první knihy celkem ucelený příběh.
Do třídy přijde nová spolužačka jménem Růženka, která je dcerou ředitele cirkusu Humberto. Kluci ji nejdříve považují za nepřítele, ale postupně se skamarádí a Růženka s nimi vymýšlí spoustu klukovin. Také jim pomůže zvolit vůdce party, jímž se proti očekávání stane Aleš. Růženka později odjíždí s cirkusem pryč, ale na dálku zůstanou kamarádi a Bořík na ni vzpomíná i v některých dalších knihách. Kluci potom najdou za holešovickým nádražím opuštěnou kůlnu, z níž se rozhodnou zbudovat si klubovnu. Práce se jim celkem daří, ale kazí jim ji Aleš, který je jako jejich vůdce neustále kritizuje a poučuje. Když jsou kluci se stavbou hotovi, rozhodnou se klubovnu pokřtít. Vyberou pro ni jméno Haraburďárna, což je název, který Boříkovi poradí táta, protože měli v Pekelci taky takovou kůlnu. K této příležitosti jim Alešova babička koupí dort, ale Aleš ho tajně sní a nepřizná se. Kluci ho proto zbaví titulu vůdce a vyloučí ho z party. Jde možná o největší spor, ke kterému mezi kluky ve všech příbězích dojde. Po několika dnech je jim to líto a přijmou Aleše zpátky. Děj je proložen epizodami o tom jak Boříkův tatínek pěstoval akvarijní rybičky, o tom jak kluci pátrali po zloději plechovek s barvou a o prázdninách v Pekelci.
Kniha později vyšla prakticky ve stejné podobě pod názvem Aleš & spol. (1985, 1989, 2003) a také jako součást souboru Velké Boříkovy lapálie (2005).
V knize Aleš & spol odpadá akvaristická, detektivní a prázdninová povídka (vyjdou později v knize Čenda & spol). Místo toho se nově objevuje následující:
Kluci se ujmou zatoulaného psa, kterého pojmenují Pes Holešovický, zkráceně Holeš. Zdá se, že všechno je fajn, ale po pár dnech se věci pokazí – Holeš se jim ztratí na hřbitově, Haraburďárnu jim zbourají a na jejím místě zbudují nejprve sklad drátů a později garáže. Jak je Steklačovým zvykem, v hlavním příběhu se objevují i některé vedlejší historky – jak jdou kluci na nepřístupný film,  pomáhají asfaltovat silnici, jak si Bořík u rodičů žádá větší ohledy, dostane domácí vězení a prchá z něho po laně a je lapen paní Kolouškovou a je nucen u ní uklízet, jak tetu Hermínu osloví Hermelíno a ta kvůli tomu ztropí hrozné dryje.